# Robert Moch
Robert Moch   (Montesano, 20 de juny de 1914 - Issaquah, 18 de gener de 2005) fou un remer estatunidenc que va competir durant la dècada de 1930.
El 1936 va prendre part en els Jocs Olímpics de Berlín, on guanyà la medalla d'or en la prova del vuit amb timoner del programa de rem. N'era el timoner.
Estudià a la Universitat de Washington.